# Gilberto di Lotaringia
Gilberto o Giselberto di Lotaringia (885/900 – Andernach, 2 ottobre 939) fu conte di Maasgau dal 915, e poi duca di Lotaringia dal 925 fino alla sua morte.

## Origine
Era il figlio primogenito del Conte di Hainaut, dall'876 circa all'898 e poi duca di Lotaringia, Reginardo e della moglie, Hersenda (o Alberada) (secondo i Flodoardi Annales era fratello di Reginardo, che secondo gli Iacobi de Guisia Annales Hanoniæ era figlio di Reginardo di Lorena e di Hersenda o Alberada), di cui non si conoscono gli ascendenti.
Reginardo di Lotaringia pur non essendovi alcuna fonte primaria che documenti che sia figlio di Giselberto di Maasgau, gli Iacobi de Guisia Annales Hanoniæ, in diversi passaggi citano Reginardo, come conte di una zona a sud della Frisia, nella parte bassa della Mosa e della moglie (come sostiene il Ruodolfi Fuldensis Annales, dopo averla rapita ed essersi rifugiato in Aquitania, Giselberto sposò una figlia di Lotario), Ermengarda, figlia del re d'Italia, re di Lotaringia e imperatore carolingio, Lotario I, e di Ermengarda di Tours; mentre sempre gli Iacobi de Guisia Annales Hanoniæ, lo citano come discendente da Manicherio (Meginhere), sia nel paragrafo VIII. XII, in cui lo cita come Raginerus dictus Longi-colli, che nel paragrafo VIII. XXXIX.

## Biografia
Egli succedette al padre nel governo di Maasgau e fu Abate commendatario di San Massimin  e di Stablo e Malmedy e secondo il Breve Chronicon Epternacense, Veterum Scriptorum IV, fu Abate commendatario di Echternach, dopo il padre, confermando che era in carica nel 924, ma non prese mai i voti.
Secondo però la studiosa e professoressa di storia medievale, Rosamond McKitterick, dal re dei Franchi occidentali, che era anche re di Lotaringia, Carlo III, non gli concesse il ducato di Lotaringia.
Comunque all'inizio del X secolo, Gilberto viene citato, col titolo di duca, dal paragrafo 11 dell'Ex Sigehardi Miraculis S. Maximini (Gisilbertus admodum iuvenis dux), mentre, secondo il documento nº 159 del Mittelrheinisches Urkundenbuch, vol. I, del 19 gennaio 916, Carlo III lo cita tra i suoi fedeli (fidelium nostrorum).
Secondo i Flodoardi Annales, nel 920, Giselberto si schierò contro Carlo III il Semplice, appoggiandosi, in un primo tempo al re dei Franchi orientali, Enrico I di Sassonia, come conferma il Richeri Historiæ I.
Il re francese Carlo III venne deposto nel 922 da Roberto. Carlo rimase Re in Lotaringia e tentò di riconquistare l'intera Francia da questa piazzaforte, ma venne imprigionato nel 923; allora Enrico I di Sassonia, si impadronì della Lotaringia, e Gilberto lo contrastò cercando di renderi indipendente.
In quel periodo, nel 924, secondo i Flodoardi Annales, Giselberto fu fatto prigioniero da cognato, Berengario, conte di Namur e fu liberato per l'intervento del fratello, il Conte di Hainaut, Reginardo.
Nel 925, nello stesso anno in cui, secondo il Widukindi I, Gilberto, definito giovane (adolescentem) e di nobile e antica famiglia (nobili genere ac familia antiqua natus) si fidanzò con la figlia di Enrico I di Sassonia, Gilberto giurò fedeltà al Re Enrico l'Uccellatore di Germania come duca di Lotaringia.
Gilberto poi sposò la figlia di Enrico, Gerberga, nel 928 circa, e, in quello stesso anno, secondo il documento nº 169 del Mittelrheinisches Urkundenbuch, vol. I, del 928, Gisleberto si autodefinisce duca di Lotaringia, e, come si può vedere nel documento nº 30 del Heinrici I diplomata, datato ottobre 931, viene confermato duca da Enrico I.
Gilberto dopo la morte di Enrico I, nel 936, cercò di mantenere il suo ducato indipendente, cercando dapprima l'alleanza col nuovo re di Francia, Luigi IV, dove il re aveva meno inferenza negli affari del suo ducato; poi però, secondo i Flodoardi Annales, nel 938, si scontrò con Liugi IV. Gilberto rimase praticamente indipendente per circa tre anni sin quando, secondo il Liudprandi Antapodosis IV, non venne in contrasto col cognato, il Re di Germania, Ottone I; Gilberto si alleò con Eberardo di Franconia e lo storico britannico, Timothy Reuter, specializzato nello studio della Germania medievale, nel suo Germany in the Early Middle Ages, 800-1056, sostiene che i ribelli vennero sconfitti a Birten ed a Andernach e qua, Eberardo fu ucciso, mentre Gilberto annegò nell'attraversamento del Reno, come viene confermato dal Reginonis Chronicon, Continuator Reginonis Trevirensis.
La Lorena, dopo la sua morte, venne affidata ad Enrico I di Baviera.

## Matrimonio e discendenza
Gilberto aveva sposato Gerberga, figlia del re dei Franchi orientali, Enrico I di Sassonia, come conferma il Richeri Historiæ I, e di Matilde di Ringelheim (secondo il Liudprandi Antapodosis IV, Gerberga era sorella del Re di Germania, Ottone I, che, a sua volta, secondo il Widukindi Res Gestæ Saxonicæ era figlio di Enrico I e Matilde); nel 939, dopo essere rimasta vedova di Gilberto, Gerberga, secondo il Reginonis Chronicon, Continuator Reginonis Trevirensis, sposò il re dei Frnanchi occidentali, Luigi IV.
Gilberto dalla moglie, Gerberga, ebbe quattro figli:
- Alberada (ca. 930 - ?), che sposò il Conte Ragenoldo di Roucy[8][24]
- Hedwige (prima del 934 - ?),
- Enrico (prima del 934 - 944), secondo il Widukindi Res Gestæ Saxonicæ era duca titolare di Lotaringia, dopo la morte di Ottone di Lotaringia[25]
- Gerberga (935 - dopo il 978), sposata al conte di Vermandois Alberto († 987).

### Fonti primarie
- (LA)  Monumenta Germaniae Historica, Scriptores, tomus primus.
- (LA)  Monumenta Germaniae Historica, Scriptores, tomus III.
- (LA)  Monumenta Germaniae Historica, Scriptores, tomus IV.
- (LA)  Monumenta Germaniae Historica, Scriptores, tomus XXX.1.
- (LA)  Monumenta Germaniae Historica, Diplomata regum et imperatorumi Germaniae, tomus I, Conradi I. Heinrici I. et Ottonis I. diplomata.
- (LA)  Mittelrheinisches Urkundenbuch, I[collegamento interrotto].
- (LA)  Breve Chronicon Epternacense, Veterum Scriptorum IV.

### Letteratura storiografica
- (EN)  WIKING; Timothy Reuter, Germany in the Early Middle Ages, 800-1056[collegamento interrotto].
- Louis Halphen, Francia: gli ultimi Carolingi e l'ascesa di Ugo Capeto (888-987), in «Storia del mondo medievale», vol. II, 1979, pp. 636–661